# Éric Benault
Éric Benault, né en 1959 à Lille, est un joueur de basket-ball handisport. Avec 200 sélections en équipe de France dont il est le capitaine de 1986 à 1992, il est champion paralympique en 1984 et champion du monde en 1990.

## Biographie
En 1979, à 17 ans, Éric Benault, cariste, devient paraplégique à la suite d'un accident du travail. Lors de sa rééducation, il découvre le basket-ball en fauteuil roulant. Grand sportif avant son accident, Éric Benault jouait plutôt au football. C'est à Auxerre qu'il prend sa licence et occupe le poste de pivot alors qu'il est en reconversion professionnelle en tant que câbleur-monteur. Il obtient sa première sélection en équipe de France dont il devient le capitaine en 1986 et participe à ses premiers Jeux paralympiques d'Arnhem à 1980,,.
De 1981 à 1992, Éric Benault rejoint l'AS Berck avec qui il remporte 10 titres de champion de France, 4 titres de champion d'Europe dont 9 finales de coupe d'Europe tout en travaillant à la mairie de la ville,. En 1984, il est médaillé d'or aux Jeux paralympiques de Stoke-Mandeville puis médaillé de bronze aux Jeux paralympiques de Séoul en 1988 et aux Jeux paralympiques de Barcelone en 1992,,. En 1990, Éric Benault remporte la coupe du monde et le titre de meilleur joueur mondial.
Avec ses 200 sélections en équipe de France, Éric Benault devient en 2010 l'entraîneur de l'équipe de l'association Avenir Berck Basket Rang-du-Fliers (ABBR). Il quitte Berck en 2023 et entraîne le CHAT de Troyes (Club Handisports Troyen).

## Palmarès

### En équipe de France
- Médaille d'or aux Jeux paralympiques de Stoke-Mandeville (1984)[5]
- Médaille de bronze aux Jeux paralympiques de Séoul (1988) [6]
- Médaille de bronze aux Jeux paralympiques de Barcelone (1992)[7]
- 1 coupe du monde et titre du meilleur joueur mondial (1990)

### En club
- 10 titres de Champion de France
- 3 fois vainqueur de la Coupe de France
- 4 titres de Champion d'Europe (1982, 1987, 1989 et 1991)